# Trịnh Đình Thảo
Trịnh Đình Thảo (1901-1986) là một luật sư và một chính khách Việt Nam. Ông từng là Bộ trưởng Bộ Tư pháp của Chính phủ Trần Trọng Kim (1945); nguyên Chủ tịch Liên minh các Lực lượng Dân tộc, Dân chủ và Hòa bình Việt Nam, Phó Chủ tịch Hội đồng Cố vấn Chính phủ Cách mạng Lâm thời Cộng hòa miền Nam Việt Nam (1969-1976) và nguyên Đại biểu Quốc hội nước Cộng hòa Xã hội Chủ nghĩa Việt Nam khoá VI (1976-1981).

## Tiểu sử
Ông sinh ngày 20 tháng 7 năm 1901, quê quán tại làng Chính Kinh, Nhân Mục, huyện Hoàn Long, tỉnh Hà Đông, nay thuộc phường Nhân Chính, quận Thanh Xuân, thành phố Hà Nội.
Trước năm 1918, ông học trung học ở Hà Nội.
Từ năm 1919 đến năm 1928, ông học Luật, Văn, Kinh tế, Thương mại tại Pháp và tốt nghiệp Cử nhân Văn chương, Thạc sĩ Kinh tế và Thương mại và Tiến sĩ Luật khoa.
Tại Pháp, ông từng bào chữa cho một số Việt kiều trước tòa án Pháp và tham gia phong trào sinh viên Việt Nam tại Pháp.
Năm 1929, ông là Luật sư tại Tòa Thượng thẩm Sài Gòn.

## Các hoạt động chính trị
Năm 1936, ông tham gia Phong trào Đông Dương Đại hội, đấu tranh đòi quyền dân chủ, dân sinh.
Năm 1945, ông làm Bộ trưởng Bộ Tư pháp của Chính phủ Trần Trọng Kim từ tháng 4 cho đến tháng 8. Ông đã thả nhiều tù chính trị.
Năm 1946, khi Pháp tái chiếm Sài Gòn, ông làm Luật sư Tòa Thượng thẩm Sài Gòn.
Năm 1949, ông từ chối lời mời làm Thủ tướng Quốc gia Việt Nam rồi cùng đảng viên Đảng Xã hội Pháp Aleine Savery ra vùng kháng chiến gặp Lê Duẩn.
Năm 1950, ông tham gia đưa tang Trần Văn Ơn tại Sài Gòn.
Năm 1955, ông được suy tôn là Chủ tịch danh dự Phong trào Hòa bình ở Sài Gòn, chủ trương chống can thiệp của Mỹ và đòi chính quyền Ngô Đình Diệm tôn trọng Hiệp định Giơnevơ. Do những hoạt động tích cực của ông, nên chính quyền Ngô Đình Diệm 5 lần bắt giam ông.
Năm 1956, ông làm cố vấn pháp luật cho đạo Cao Đài và chính sách Hòa Bình Chung Sống của Hộ pháp Phạm Công Tắc.
Trịnh Đình Thảo đã làm một con đường nằm trong trang ấp của mình ở Sài Gòn và đặt tên đường là Hồ Chí Minh, thậm chí còn công khai đặt bảng hiệu cho đường. Việc công khai thách thức chính quyền Sài Gòn như vậy đã gây chấn động dư luận thời đó. Đồng thời, trang ấp của ông cũng là nơi cưu mang những người có hoàn cảnh khó khăn cũng như là nơi gặp mặt của các nhân sĩ yêu nước. Chính quyền Sài Gòn đã cho mật vụ, cảnh sát đến theo dõi nhưng không thu thập được gì ngoài các câu chuyện về nuôi chó, thả cá, chụp ảnh, những thú vui giải trí của ông Thảo sau giờ làm việc.

## Tham gia Liên minh các Lực lượng Dân tộc, Dân chủ và Hòa bình Việt Nam
Đầu năm 1968, ông bí mật ra vùng kiểm soát của Mặt trận Dân tộc Giải phóng miền Nam Việt Nam. Ngày 21 tháng 4 năm 1968, ông tham gia thành lập và làm Chủ tịch Liên minh các Lực lượng Dân tộc, Dân chủ và Hòa bình Việt Nam.
Ngày 12 tháng 7 năm 1968, Toà án quân sự Việt Nam Cộng hòa có bản án số 069 xét xử vắng mặt ông Trịnh Đình Thảo và tuyên: “Trịnh Đình Thảo phạm tội: 1/Phản nghịch. 2/Âm mưu hành động nguỵ danh hoà bình và trung lập theo chủ trương Cộng sản. Vậy, Toà án nói trên tuyên án khiếm diện xử phạt y tử hình và truyền tịch thâu toàn thể tài sản của y”.
Ngày 6 tháng 6 năm 1969, khi Chính phủ Cách mạng lâm thời Cộng hòa miền Nam Việt Nam được thành lập, ông làm Phó Chủ tịch Hội đồng Cố vấn. Mùa hè năm 1969, ông đẫn đầu Đoàn Đại biểu Liên minh các Lực lượng Dân tộc, Dân chủ và Hòa bình Việt Nam ra thăm miền Bắc Việt Nam và gặp Hồ Chí Minh ngày 5 tháng 8 năm 1969 tại Hà Nội.
Từ năm 1976 đến năm 1981, ông là Đại biểu Quốc hội nước Cộng hòa Xã hội Chủ nghĩa Việt Nam khóa VI, Ủy viên Ủy ban Dự thảo Hiến pháp; Ủy viên Đoàn Chủ tịch Ủy ban Trung ương Mặt trận Tổ quốc Việt Nam (1977).
Ngày 31 tháng 3 năm 1986, ông mất tại Thành phố Hồ Chí Minh, hưởng thọ 86 tuổi.

## Danh hiệu, tôn vinh
Nhà nước Cộng hòa Xã hội Chủ nghĩa Việt Nam đã phong tặng ông:
- Huân chương Độc lập hạng Nhất
- Huân chương Kháng chiến hạng Nhất

Tên ông cũng được đặt cho một số đường phố như tại Phường Hòa Thạnh, Quận Tân Phú, Thành phố Hồ Chí Minh, tại phường Mỹ Phước, thành phố Long Xuyên, tỉnh An Giang,...

## Gia đình
Vợ ông là bà Ngô Thị Phú, người Sóc Trăng, từng là chủ hãng Trà Liên Hoa nổi tiếng, một doanh nhân thành đạt vào những năm 1960 tại Sài Gòn.

## Bị mất nhà
Năm 1939, Trịnh Đình Thảo mua và đứng tên căn nhà nay thuộc địa chỉ 192 Nam Kỳ Khởi Nghĩa, phường 6, quận 3, thành phố Hồ Chí Minh. Năm 1965, ông Thảo cho ông Trương Hy và bà Âu Phụng Chí thuê nhà để xây chung cư cho Mỹ thuê 12 năm. Sau năm 1975, ông Trương Hy và bà Âu Phụng Chí trốn ra nước ngoài, căn nhà này được nhà nước quản lý. Năm 1977, Ủy ban Nhân dân thành phố Hồ Chí Minh ra quyết định số 1701/QĐ-UB về việc tịch thu tài sản của ông Hy trong đó có căn nhà này.
Ông Trịnh Đình Thảo từ vùng kháng chiến trở về yêu cầu chính quyền thành phố Hồ Chí Minh trả nhà cho ông nhưng chính quyền lúc đó không chấp thuận. Suốt thời gian ông Thảo còn sống, ông đã khiếu nại tới các cơ quan từ thành phố đến trung ương, xin được trả lại căn nhà. Sau khi ông mất, đến lượt con trai và hiện nay là cháu nội vẫn gửi đơn xin trả lại nhà.
Thủ tướng Võ Văn Kiệt, Phó Thủ tướng Trương Vĩnh Trọng, Tổng Bí thư Nguyễn Phú Trọng đều đã có ý kiến yêu cầu chính phủ Việt Nam và Ủy ban Nhân dân thành phố Hồ Chí Minh xem xét giải quyết khiếu nại của ông Thảo và con cháu ông nhưng gia đình ông Thảo vẫn không được trả nhà.
Năm 1992, Ủy ban Nhân dân thành phố Hồ Chí Minh có quyết định chuyển giao quyền quản lý, sử dụng căn nhà 192 Nam Kỳ Khởi nghĩa cho Ủy ban Nhân dân quận 5. Năm 1998, chính quyền quận 5 giao khu nhà cho Công ty Xây dựng - Thương mại Sài Gòn 5 lập dự án đầu tư. Hiện nay, khu đất 192 Nam Kỳ Khởi nghĩa đã được giao cho công ty cổ phần địa ốc Kỷ Nguyên làm chủ đầu tư, thực hiện dự án “Khu chung cư cao tầng kết hợp dịch vụ”.